# Libkov (kraj pilzneński)
Libkov – wieś i gmina w Czechach, w powiecie Domažlice, w kraju pilzneńskim. Według danych z dnia 1 stycznia 2013 liczyła 109 mieszkańców.